# Gobannos
Gobannos ou Cobannos (Gobannus, dans sa forme latine) est un dieu gallo-romain, dont le nom, dénotant « le forgeron », est normalement pris pour l'identifier comme patron des forgerons.
Un certain nombre de statues lui sont consacrées, retrouvées avec un chaudron en bronze dédié à Deus Cobannos, à la fin des années 1980 et exportées illégalement aux États-Unis, maintenant au Getty Museum du Getty Center, en Californie. Il est mentionné dans une inscription trouvée dans les années 1970 à Fontenay-près-Vézelay, indiquant AVG(VSTO) SAC(RVM) [DE]O COBANNO, c'est-à-dire dédié à Auguste et Deus Cobannus.

## Étymologie
Le nom provient d'une racine proto-celtique, *goban- « forgeron » et peut être comparé avec le vieil irlandais gobae ~ gobann « forgeron », le moyen gallois gof ~ gofein « forgeron », le moyen breton gov « forgeron », le gaulois gobedbi « avec les forgerons », le latin faber « forgeron » et avec le lituanien gabija « feu de la maison sacrée », et gabus « doué, habile ». Le théonyme peut être un antécédent du vieil irlandais Goibniu et du moyen gallois Gofannon. En irlandais moderne « forgeron » est gabha, et en gallois moderne c'est gof. Abergavenny, dans ce qui est maintenant au sud-est du Pays de Galles était le site d'un fort romain et d'une colonie appelée Gobannium.

## Tablette de Gobannus
La dédicace la mieux conservée à Gobannus se trouve sur la tablette de zinc de Berne, où son nom est écrit ΓΟΒΑΝΟ (dans le datif et en lettres grecques). La tablette a été trouvée dans les années 1980 à Berne. Il est inscrit avec une inscription apparemment gauloise :
ΔΟΒΝΟΡΗΔΟ ΓΟΒΑΝΟ ΒΡΕΝΟΔΩΡ ΝΑΝΤΑΡΩΡ
Brenodor est probablement un nom de lieu ; Nantaror peut se référer à la vallée de l'Aar (contenant comme premier élément nanto- "vallée"). Dobnoredo semble être une épithète de Gobano, peut-être composé de dubno- "monde" (vieil irlandais : dumh, Dumnorix, Donald) et rēdo- "voyage" (viel irlandais : riad), ou rēdā "chariot" c'est-à-dire "voyageur du monde" ou "aurige du monde", de sorte que l'inscription peut signifier approximativement "à Gobannus, le voyageur du monde, dédié par les gens de Brennoduron dans la vallée d'Arura".
Bien qu'appelée zinc, la tablette est constituée d'un alliage qui contient également du plomb et du fer ainsi que des traces de cuivre, d'étain et de cadmium (Rehren 1996). Le zinc a été éventuellement recueilli à partir d'un fourneau, où le métal est connu pour s'agréger, Strabon l'appelant pseudoarguros "argent fictif". En 1546, Georg Agricola a redécouvert qu'un métal blanc pouvait être condensé et raclé sur les parois d'un fourneau lorsque les minerais de zinc ont été fondus, mais on croit qu'il était habituellement rejeté car sans valeur. Puisque la tablette est dédiée au dieu des forgerons, il n'est pas improbable que des restes de zinc raclés dans un fourneau aient été collectés par des forgerons et considérés comme particulièrement liés à la forge.